# Felix-Benjamin Schwermer
Felix-Benjamin Schwermer (* 9. August 1987 in Magdeburg) ist ein deutscher Fußballschiedsrichter.

## Leben
Seine Schiedsrichter-Prüfung legte Schwermer 2002 in Magdeburg ab. 2008 gelang ihm der Aufstieg in die NOFV-Oberliga. Zur Saison 2009/10 wurde er vom Deutschen Fußball-Bund in die Regionalliga als Schiedsrichter und als Schiedsrichter-Assistent der 3. Liga eingestuft. Nach fünf Jahren schaffte er zur Saison 2014/15 den Sprung als Schiedsrichter in die 3. Liga und als Schiedsrichter-Assistent in die 2. Bundesliga. Seit der Spielzeit 2018/19 ist er wieder als Schiedsrichter in der Regionalliga eingestuft, er leitete jedoch kein Spiel. Mit der Saison 2019/20 stufte ihn der Deutsche Fußball-Bund als Video-Assistent in der 2. Fußball-Bundesliga ein. Zur Saison 2021/22 wird er auch als Video-Assistent in der Bundesliga eingesetzt.
Schwermer wurde im 82. DFB-Pokalfinale zwischen Arminia Bielefeld und dem VfB Stuttgart als Video-Assistent eingesetzt.
Schwermer leitete die Pokalfinals 2011 und 2015 des Fußballverbandes Sachsen-Anhalt. Er pfeift für den Verein FSV Silberstraße Wiesenburg im Sächsischen Fußballverband.

## Sonstiges
Verheiratet ist er mit der Bundesliga-Schiedsrichterin Miriam Schwermer. Hauptberuflich ist Schwermer Mitarbeiter beim Bundesrechnungshof.